# 和歌山県道24号御坊由良線
和歌山県道24号御坊由良線（わかやまけんどう24ごう ごぼうゆらせん）は、和歌山県御坊市から日高郡由良町に至る県道（主要地方道）である。

## 概要
紀伊水道に面する海岸に沿って設置されている。2車線に整備された道が多いが、峠を通る道は1車線の狭い道となっている。道路周辺は海岸に沿っていることもあり海水浴場が多い。

### 路線データ
- 実延長：37.687km
- 起点：和歌山県御坊市湯川町小松原（小松原西交差点）
- 終点：和歌山県日高郡由良町大字衣奈

## 歴史
- 1993年（平成5年）5月11日 - 建設省から、県道御坊由良線・県道衣奈大引阿戸線が御坊由良線として主要地方道に指定される[1]。
- 2012年（平成24年）2月10日 - 由良町衣奈地内の約1.4kmの区間が当県道に編入される。（同日に県道指定が解除された和歌山県道23号御坊湯浅線の旧道部分）[2]
- 2016年（平成28年）2月7日 - 由良町の衣奈トンネルが開通する[3]。
- 2020年（令和2年）3月31日 - 和歌山県告示第479号により、由良町小引～同町衣奈の旧道部分が当県道から外れ、小引トンネルを含む道路が当県道に認定される。[4]
- 2023年（令和5年）3月31日 - 由良町小引地内の約850m区間（小引工区）が供用。[5]
- 2023年（令和5年）4月28日 - 日高町小浦地内の約350m区間（小浦工区）が供用。[6]

## 路線状況

### 重複区間
- 和歌山県道188号柏御坊線（日高郡美浜町和田 地内）
- 和歌山県道23号御坊湯浅線（日高郡由良町大字阿戸 - 日高郡由良町大字網代）

### 道の駅
- 道の駅白崎海洋公園

### トンネル
- 白崎隧道（由良町）
- 小引トンネル（由良町）- 483m
- 戸津井トンネル（由良町）- 174m
- 水谷トンネル（由良町）- 101m
- 黒島トンネル（由良町）- 383m

## 地理
紀伊水道に面する海岸線沿いの道は曲がりくねっている。由良町に所在する白崎海岸は「日本のエーゲ海」とも称される白い石灰岩と青い海のコントラストが美しいところで知られ、付近に道の駅白崎海洋公園もある。
また、美浜町は日本の白砂青松百選に、県内で唯一選定された煙樹ヶ浜海岸に接している（煙樹ヶ浜は遊泳禁止だが、遊歩道が整備されており、キャンプ場、釣り場として人気がある）。途中に県内の最西端、日ノ御埼への分岐点もある。

### 通過する自治体
- 御坊市
- 日高郡
  - 美浜町
  - 日高町
  - 由良町

### 交差する道路
- 国道42号・和歌山県道191号江川小松原線（起点）

日高郡美浜町
- 和歌山県道188号柏御坊線（日高郡美浜町和田）
- 和歌山県道188号柏御坊線（日高郡美浜町和田）
- 和歌山県道187号日の岬公園線（日高郡美浜町三尾）
- 和歌山県道189号比井紀伊内原停車場線（日高郡日高町比井）
- 和歌山県道188号柏御坊線（日高郡日高町志賀）
- 和歌山県道23号御坊湯浅線（日高郡由良町大字阿戸）
- 和歌山県道23号御坊湯浅線（日高郡由良町大字網代）
- 和歌山県道23号御坊湯浅線（終点）

### 周辺
- 白崎
- 日ノ御埼
- 美浜町立図書館